# Neufchâtel-en-Saosnois
Neufchâtel-en-Saosnois település Franciaországban, Sarthe megyében. Lakosainak száma 1023 fő (2022. január 1.). Neufchâtel-en-Saosnois Saint-Rémy-du-Val, Villaines-la-Carelle, Ancinnes és Villeneuve-en-Perseigne községekkel határos.

## Népesség
A település népességének változása:
| Lakosok száma | 1004 | 1032 | 1040 | 1026 | 1023 | 1034 | 1042 | 1043 | 1023 |
|               | 2013 | 2015 | 2016 | 2017 | 2018 | 2019 | 2020 | 2021 | 2022 |